# Vadehav
Et vadehav er et havområde som består af tidevandsoversvømmede vader som er tørlagte ved lavvande. Vadehavet som udgør de kystnære områder af Nordsøen fra Ho Bugt i Danmark til Den Helder i Holland er et vadehav. I Danmark er også mindre områder af Kattegat omkring udmundingen af Randers Fjord vadehav.